# モッタ・ディ・リヴェンツァ
モッタ・ディ・リヴェンツァ（伊: Motta di Livenza）は、イタリア共和国ヴェネト州トレヴィーゾ県にある、人口約11,000人の基礎自治体（コムーネ）。

## 地理

### 位置・広がり

#### 隣接コムーネ
隣接するコムーネは以下の通り。括弧内のVEはヴェネツィア県所属を示す。
- アンノーネ・ヴェーネト (VE)
- チェッサルト
- キアラーノ
- ゴルゴ・アル・モンティカーノ
- メドゥーナ・ディ・リヴェンツァ
- サント・スティーノ・ディ・リヴェンツァ (VE)

### 気候分類・地震分類
気候分類では、zona E, 2347 GGに分類される。
また、イタリアの地震リスク階級 (it) では、zona 3 (sismicità bassa) に分類される。

## 行政

### 分離集落
モッタ・ディ・リヴェンツァには、以下の分離集落（フラツィオーネ）がある。
- Lorenzaga, Malintrada, San Giovanni, Villanova

## 姉妹都市
- リル＝ジュルダン、フランス
- Cres、クロアチア
- パラクー、ベナン

## 人物

### 著名な出身者
- コッラド・ジニ - 統計学者、社会学者。ジニ係数を考案